# Histocidaris sharreri
Histocidaris sharreri is een zee-egel uit de familie Histocidaridae.
De wetenschappelijke naam van de soort werd in 1880 gepubliceerd door Alexander Agassiz.